# Curtis Main
Curtis Main, né le 20 juin 1992 à South Shields, est un footballeur anglais. Il évolue au poste d'attaquant au Dundee.

## Biographie
Avec le club de Middlesbrough, il dispute 48 matchs en deuxième division anglaise, inscrivant six buts.
Le 5 juin 2019, il rejoint Aberdeen.
Le 1er février 2021, il rejoint Shrewsbury Town.
Le 7 juin 2021, il rejoint Saint Mirren.
Le 17 janvier 2024, il rejoint Dundee.

## Palmarès
- Champion d'Angleterre de League Two (D4) en 2017 avec le Portsmouth FC
- Finaliste de la Coupe d'Écosse en 2018 avec Motherwell